# チタ州
チタ州（Читинская область; Chita Oblast）は、ロシア連邦にあった州。州都はチタ。シベリア連邦管区に属する。その一部でありながら別個の連邦構成体であったアガ・ブリヤート自治管区と合併してザバイカリエ地方となった。

## 概要
- 面積 412,300km²
- 人口 1,011,000人
- 人口密度 2.5人/km²

## 標準時
この地域は、ヤクーツク時間帯の標準時を使用している。時差はUTC+9時間で、夏時間はなく、日本標準時と同じである。（2011年3月までは標準時がUTC+9で夏時間がUTC+10、同年3月から2014年10月までは通年UTC+10であった）

## 地理
シベリア南部に位置し、中国（国境線は998km）とモンゴル（同868km）に接する。ロシア国内ではイルクーツク州、アムール州、ブリヤート共和国、サハ共和国と隣り合う。主要な河川は、中国との国境線を形成するアルグン川と、シルカ川。ヤブロノイ山脈の東部が含まれる。
面積の約60%を森林が占める。
石炭、銅、鉄鉱石などを産し、貴金属類が豊富。

## 歴史
ピョートル・ベケトフに率いられたコサックが1653年に探検し、17世紀ごろからロシア人の入植が始められた。チタは19世紀中ごろまでは流刑地として機能していた小さな集落に過ぎなかったが、20世紀初頭にシベリア鉄道が開通して以後、発展した。中国やモンゴルとの国境地方の強化のために入植が強化され、1920年にチタは極東共和国の首都とされたが、1922年11月にロシアに併合された。
第二次世界大戦後、シベリア抑留の対象となった日本人捕虜を収容するために州内（ブカチャーチャ、チタ、スレチェンスク、カダラ）に収容施設（ラーゲリ）が作られた。

## 経済
主要な産業は金属加工、木材加工、軽工業、食品加工など。牛、羊、トナカイの飼育が盛ん。